# Vrbice (okres Jičín)
Vrbice (j. č., tedy: ta Vrbice, do Vrbice, ve Vrbici) je obec v okrese Jičín v Královéhradeckém kraji. Leží zhruba 9,5 kilometru jihovýchodně od Jičína. Žije v ní 155 obyvatel.

## Historie
První písemná zmínka o obci pochází z roku 1368.

## Obyvatelstvo
| Rok            | 1869 | 1880 | 1890 | 1900 | 1910 | 1921 | 1930 | 1950 | 1961 | 1970 | 1980 | 1991 | 2001 | 2011 | 2021 |
| -------------- | ---- | ---- | ---- | ---- | ---- | ---- | ---- | ---- | ---- | ---- | ---- | ---- | ---- | ---- | ---- |
| Počet obyvatel | 709  | 641  | 676  | 597  | 598  | 540  | 498  | 372  | 331  | 254  | 206  | 138  | 121  | 117  | 162  |
| Počet domů     | 104  | 106  | 110  | 115  | 118  | 118  | 125  | 124  | 102  | 88   | 82   | 113  | 113  | 106  | 73   |

## Obecní správa
Mezi lety 1850–1976 byla Vrbice obcí v okrese Jičín. Od 30. dubna 1976 do 23. listopadu 1990 patřila jako část obce k Žereticím a od 24. listopadu 1990 je opět samostatnou obcí.

### Části obce
- Stříbrnice
- Vrbice

### Obecní symboly
Znak a vlajka byly obci uděleny rozhodnutím předsedy Poslanecké sněmovny Parlamentu České republiky dne 17. února 2006.

## Pamětihodnosti
- Sloup se sousoším Nejsvětější Trojice